# Isotemnus
Isotemnus è un genere estinto di mammiferi notoungulati, appartenente ai tossodonti. Visse tra il Paleocene superiore e l'Eocene medio (circa 60 - 45 milioni di anni fa) e i suoi resti fossili sono stati ritrovati in Sudamerica.

## Descrizione
Questo animale, rispetto ad altri animali simili e ben conosciuti come Thomashuxleya e Periphragnis, era di dimensioni modeste, e non doveva superare i 50 chilogrammi di peso. La corporatura doveva essere paragonabile a quella di un odierno pecari. Il corpo era relativamente massiccio e le zampe forti e robuste. Rispetto ad altri notoungulati eocenici come i notoippidi arcaici e i notostilopidi, Isotemnus era dotato di un omero la cui parte distale aveva un'alta cresta trocleare mediale, mentre la tuberosità radiale bicipitale era pressoché inesistente. L'astragalo era dotato di una troclea ampia e bassa, con un collo corto. Il calcagno era dotato di faccette fibulari rettangolari, e un sustentacolo insolitamente spesso. Alcune delle caratteristiche anatomiche delle zampe di Isotemnus potrebbero essere dovute alla piccola taglia (Periphragnis e Thomashuxleya, peraltro molto simili, erano dotati di caratteristiche diverse). 

## Classificazione
Isotemnus è il genere eponimo della famiglia Isotemnidae, un gruppo (probabilmente parafiletico) di notoungulati comprendenti le forme più basali dei tossodonti. Isotemnus era uno dei più arcaici e primitivi tra gli isotemnidi. La specie tipo è Isotemnus primitivus, descritta per la prima volta da Florentino Ameghino nel 1897, sulla base di resti fossili risalenti all'Eocene inferiore e ritrovati in Patagonia (Argentina). Altre specie attribuite a questo genere, tutte rinvenute in Argentina, sono I. colhuehuapiensis (Eocene medio), I. ctalego (Eocene inferiore), I. haugi (Eocene inferiore, inizialmente descritto come un genere a sé stante, Leifunia), I. latidens (Eocene medio). Resti frammentari attribuiti a Isotemnus provengono da terreni del Paleocene superiore dell'Argentina.